# Frank McGlynn Sr.
Frank McGlynn Sr., né le 26 octobre 1866 à San Francisco (Californie) et mort le 18 mai 1951 à Newburgh (comté d'Orange, État de New York), est un acteur et réalisateur américain.

## Biographie

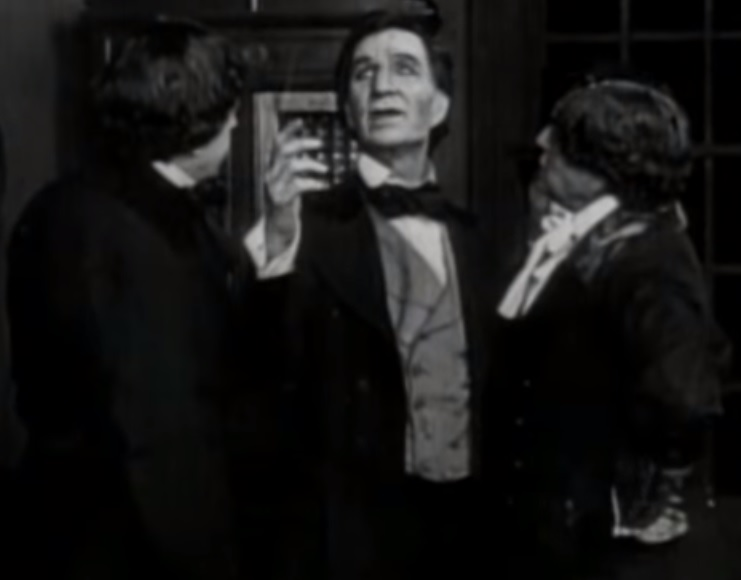
Dans The Life of Abraham Lincoln (1915, rôle-titre)

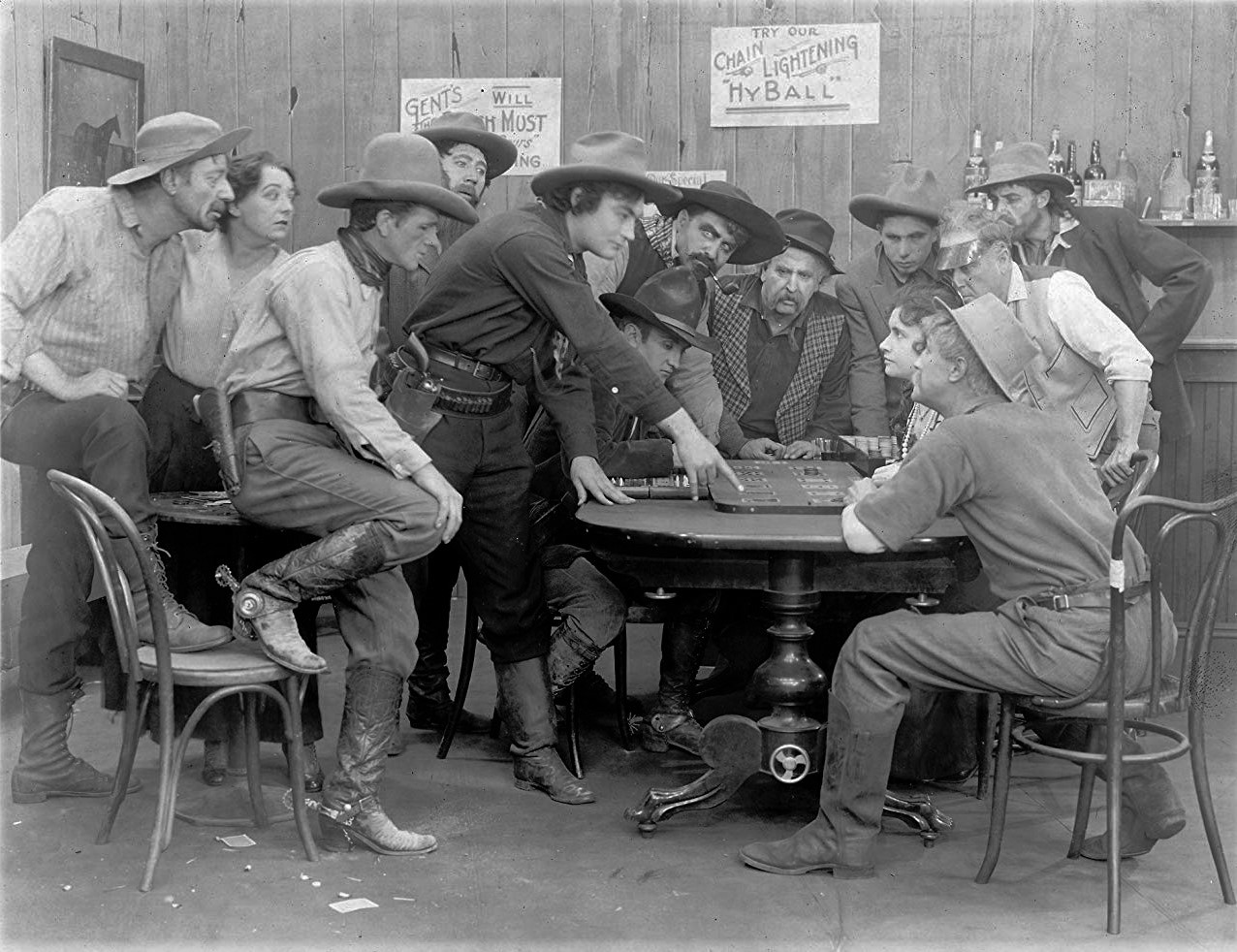
Her Inspiration (1915, réalisateur)

Au cinéma, Frank McGlynn Sr. contribue à cent-trente neuf films américains sortis entre 1911 et 1947. Parmi eux figurent de nombreux courts métrages durant la période du muet, dont The Life of Abraham Lincoln de Langdon West (1915), où il incarne pour la première fois à l'écran Abraham Lincoln.
Ultérieurement, il personnifie le président Lincoln au cinéma encore treize fois, entre autres dans le court métrage Abraham Lincoln de J. Searle Dawley (son dernier film muet, 1924), puis les longs métrages Je n'ai pas tué Lincoln de John Ford (1936, avec Warner Baxter et Gloria Stuart), Une nation en marche de Frank Lloyd (1937, avec Joel McCrea et Frances Dee) et The Mad Empress (en) de Miguel Contreras Torres (1939, avec Conrad Nagel et Duncan Renaldo), où il incarne Abraham Lincoln pour la dernière fois à l'écran.
Parmi ses autres films, mentionnons Pauvre petite fille riche de Maurice Tourneur (1917, avec Mary Pickford), Min and Bill de George W. Hill (avec Marie Dressler et Wallace Beery, l'un de ses trois premiers films parlants, sortis en 1930), Capitaine Blood de Michael Curtiz (1935, avec Errol Flynn et Olivia de Havilland), La Fièvre du pétrole de Jack Conway (1940, avec Claudette Colbert et Clark Gable) et le western Du sang sur la piste de Ray Enright (son avant-dernier film, 1947, avec Randolph Scott et Robert Ryan).
Par ailleurs, il est le réalisateur de quinze courts métrages muets sortis entre 1910 et 1916, dont In the Government Service (1912, avec Harry Carey) et Her Inspiration (1915).
Également acteur de théâtre, Frank McGlynn Sr. joue notamment à Broadway (New York) où il débute en 1919-1920, là aussi en incarnant le président Lincoln, dans Abraham Lincoln (en) de John Drinkwater (avec David Landau et Leonard Mudie) ; à noter que le court métrage Abraham Lincoln de 1924 précité est une adaptation de cette pièce.
Suivent sept autres pièces à Broadway jusqu'en 1930, dont Âmes libres de Willard Mack (1928, avec Melvyn Douglas) et une reprise en 1929 d’Abraham Lincoln de Drinkwater.
Frank McGlynn Sr. meurt à 84 ans, en 1951 (il est inhumé au Forest Lawn Memorial Park de Glendale). Son fils Frank McGlynn Jr., né en 1904 et mort prématurément en 1939, est également acteur (par exemple dans le western de 1935 Les Loups du désert (Westward Ho) de Robert N. Bradbury, avec John Wayne).

## Filmographie partielle
(comme acteur)

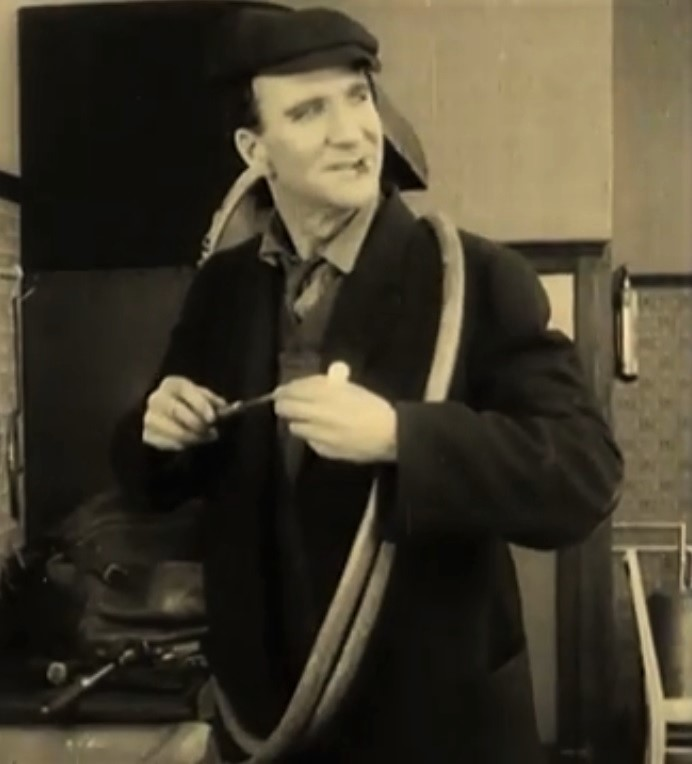
Dans Pauvre petite fille riche (1917)

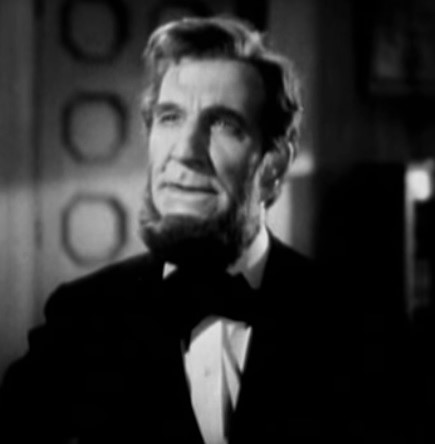
Dans Hearts in Bondage (1936), incarnant Abraham Lincoln

- 1915 : The Life of Abraham Lincoln de Langdon West (court métrage) : rôle-titre
- 1916 : Gloria's Romance de Walter Edwin et Colin Campbell (serial) : Gideon Trask
- 1917 : Pauvre petite fille riche (The Poor Little Rich Girl) de Maurice Tourneur : le plombier
- 1917 : The Argyle Case de Ralph Ince
- 1918 : The Caillaux Case de Richard Stanton : l'empereur Guillaume d'Allemagne
- 1918 : Lune de miel imprévue (The Accidental Honeymoon) de Léonce Perret : le fermier Perkins
- 1924 : Abraham Lincoln de J. Searle Dawley : rôle-titre
- 1930 : Min and Bill de George W. Hill : M. Southard
- 1931 : Huckleberry Finn de Norman Taurog : le deuxième enseignant
- 1931 : Tribunal secret (The Secret Six) de George W. Hill : le juge
- 1932 : Le Provocateur (Lady and Gent) de Stephen Roberts : le proviseur
- 1932 : Frisco Jenny de William A. Wellman : Good Book Charlie
- 1933 : Charlie Chan's Greatest Case d'Hamilton MacFadden : Amos Winterslip
- 1934 : Massacre d'Alan Crosland : le missionnaire
- 1934 : Petite Miss (Little Miss Marker) d'Alexander Hall : Doc Chesley
- 1934 : Ce n'est pas un péché (Belle of the Nineties) de Leo McCarey : le juge de paix
- 1934 : Lost in the Stratosphere de Melville W. Brown
- 1935 : La Fille du rebelle ou La Petite Rebelle (The Little Rebel) de David Butler : Abraham Lincoln
- 1935 : Je veux être une lady (Goin' to Town) d'Alexander Hall : le juge
- 1935 : Capitaine Blood (Captain Blood) de Michael Curtiz : le révérend Ogle
- 1935 : It's a Small World d'Irving Cummings : Snake Brown Jr.
- 1936 : Je n'ai pas tué Lincoln (The Prisoner of Shark Island) de John Ford : Abraham Lincoln
- 1936 : La Fille du bois maudit (The Trail of the Lonesome Pine) d'Henry Hathaway : le prédicateur
- 1936 : Ils étaient trois (These Three) de William Wyler : le juge
- 1936 : Hearts in Bondage (en) de Lew Ayres : Abraham Lincoln
- 1936 : Le Dernier des Mohicans ou Sagamore le Mohican (The Last of the Mohicans) de George B. Seitz : David Gamut
- 1936 : Une aventure de Buffalo Bill (The Plainsman) de Cecil B. DeMille : Abraham Lincoln
- 1937 : La Vie privée du tribun (Parnell) de John M. Stahl : Pat Hogan
- 1937 : Saratoga de Jack Conway : Ed Kenyon
- 1937 : Une nation en marche (Wells Fargo) de Frank Lloyd : Abraham Lincoln
- 1938 : Les Aventures de Tom Sawyer (The Adventures of Tom Sawyer) de Norman Taurog : le prêtre
- 1938 : La Belle Cabaretière (The Girl of the Golden West) de Robert Z. Leonard : Pete, un joueur
- 1939 : La Fille du nord (Second Fiddle) de Sidney Lanfield : l'acteur de théâtre incarnant Abraham Lincoln
- 1939 : Elle et lui (Love Affair) de Leo McCarey : le directeur de l'orphelinat
- 1939 : The Mad Empress (en) de Miguel Contreras Torres : Abraham Lincoln
- 1940 : La Fièvre du pétrole (Boom Town) de Jack Conway : le diacre
- 1940 : Third Finger, Left Hand de Robert Z. Leonard : le juge Holman
- 1941 : Son patron et son matelot (A Girl, a Guy, and a Gob) de Richard Wallace : « Panky » Pankington
- 1941 : Sergent York (Sergeant York) d'Howard Hawks : un montagnard
- 1941 : Marry the Boss's Daughter de Thornton Freeland
- 1941 : Three Girls About Town de Leigh Jason : Josephus Wiegal
- 1942 : Sacramento (In Old California) de William C. McGann : un vieux mineur
- 1947 : Du sang sur la piste (Trail Street) de Ray Enright : Tim McKeon

## Théâtre à Broadway (intégrale)

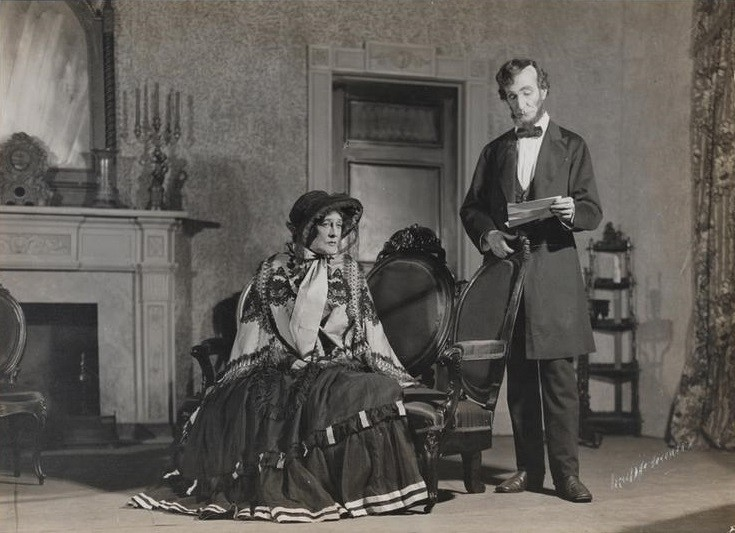
Avec Jennie Eustace, dans Abraham Lincoln (1919-1920) : rôle-titre

- 1919-1920 : Abraham Lincoln (en) de John Drinkwater : rôle-titre
- 1923 : Steadfast d'Albert Koblitz et Samuel Jesse Warshawsky : le rabbin Nathan Judah
- 1924 : Catskill Dutch de Roscoe W. Brink : Case Steenkoop
- 1924 : That Awful Mrs. Eaton de John Farrar et Stephen Vincent Benét : Andrew Jackson
- 1928 : Âmes libres (A Free Soul) de Willard Mack, mise en scène de George Cukor : l'avocat de l'accusation Nolan[1]
- 1929 : The Brocken Chain de William J. Perlman : Reb Velvele Slomner
- 1929 : Abraham Lincoln (en) de John Drinkwater (reprise) : rôle-titre
- 1930 : Frankie and Johnnie (en) de John M. Kirkland (en) : Johnnie

## Note et référence
1. ↑  Dans l'adaptation au cinéma de 1931 sous le même titre, ce rôle est repris par Frank Sheridan.